# Лясковская, Ирена
Ирена Лясковская (пол. Irena Laskowska, 15 марта 1925 — 6 декабря 2019) — польская актриса театра, кино и телевидения.

## Биография
Ирена Лясковская родилась 15 марта 1925 года в Кракове. Дебютировала в театре в 1945 году. Актёрское образование получила в Государственной высшей театральной школе в Варшаве, которую окончила в 1947 году. Актриса театров в Лодзи и Варшаве. Выступала в спектаклях «театра телевидения» в 1961—1997 годах.
Муж — писатель Мечислав Пиотровский.

## Избранная фильмография
- 1948 — Стальные сердца / Stalowe serca — Данка, медсестра
- 1958 — Последний день лета / Ostatni dzień lata — она
- 1960 — Крестоносцы / Krzyżacy — княгиня Александра
- 1962 — Гангстеры и филантропы / Gangsterzy i filantropi — директор ресторана
- 1963 — Крещённые огнём / Skąpani w ogniu — Марта Хайдукова
- 1965 — Сальто / Salto — гадалка Цецилия
- 1966 — Марыся и Наполеон / Marysia i Napoleon
- 1968 — Всё на продажу / Wszystko na sprzedaż — жена лесничего
- 1969 — Человек с ордером на квартиру / Człowiek z M-3 — соседка Томаша
- 1969 — Охота на мух / Polowanie na muchy — жена главного редактора
- 1969 — Новый / Nowy — служащая
- 1970 — Дятел / Dzięcioł — соседка
- 1974 — Сколько той жизни / Ile jest życia (только в серии 11)
- 1974 — Помни имя своё (СССР / Польша)
- 1975 — Доктор Юдым / Doktor Judym — сельчанка
- 1976 — Человек из мрамора / Człowiek z marmuru — работница музея
- 1977 — Не найдёшь покоя / Nie zaznasz spokoju — Ирена Качмарек, мать Божены
- 1979 — Белая мазурка / Biały mazur — госпожа Гейслер
- 1979 — Вишни / Wiśnie / Die Weichselkirschen
- 1979 — Час «В» / Godzina «W» — мать Терезы
- 1985 — Ох, Кароль / Och, Karol — тётка Кароля
- 1985 — Кукушка в тёмном лесу / Kukułka w ciemnym lesie — член идентификационной комиссии
- 1989 — Последний звонок / Ostatni dzwonek — библиотекарь
- 1990 — Мария Кюри, почтенная женщина / Marie Curie. Une femme honorable — хозяйка Марии
- 2003 — Порнография / Pornografia — Амелия, мать Вацлава

## Признание
- 1955 — Медаль «10-летие Народной Польши».
- 1979 — Золотой Крест Заслуги.
- 1986 — Заслуженный деятель культуры Польши.
- 1986 — Медаль «40-летие Народной Польши».
- 1987 — Кавалерский крест Ордена Возрождения Польши.